# ARA-A2
La ARA-A2 era la denominación de un proyecto de una autopista de titularidad autonómica en Aragón (España) que consistía en un trazado de 38,5 km de longitud desde la A-68 a la altura de Gallur para finalizar en la localidad de Ejea de los Caballeros. Para la realización de esta vía estaba previsto desdoblar la carretera autonómica A-127 entre Gallur y Ejea de los Caballeros. Habría estado financiada con el sistema de peaje en la sombra durante un periodo de 25 años.

## Desdoblamiento de la A-127
En 2020, se anunció que el desdoblamiento de la A-127 entre Ejea de los Caballeros y Gallur (38,5 kilómetros) saldría a concurso. Tendría un coste aproximado de 100 millones de euros. En marzo de 2021, la DGA publicó el “Proyecto de trazado de duplicación de calzada de la carretera A-127”, o lo que es lo mismo, la conversión de la A-127 en la ARA-A2, con un presupuesto estimado de 157.569.385,62 millones de euros y por el sistema de concesión. Desde el Gobierno de Aragón anunciaron que la licitación saldría a concurso a finales de año bajo el sistema de concesión de construcción y mantenimiento durante 25 años. Sin embargo, hubo protestas de agricultores debido a la "incertidumbre" que les producía la posibilidad de tener que volver a "los viejos caminos".
El 17 de marzo de 2025 comenzaron las obras para el desdoblamiento del tramo entre Tauste y Ejea de los Caballeros (23,5 kilómetros), convirtiéndola en una vía de doble calzada con dos carriles por sentido. En cuanto a los 15 kilómetros que separan Gallur y Tauste, serán completamente renovados, pero no desdoblados. Se espera que dicha obra esté terminada a mediados de 2027, tras una inversión de 96,7 millones de euros. Según la alcaldesa de Ejea de los Caballeros, el proyecto presentado no responde a las demandas históricas de Ejea de los Caballeros, ya que la reivindicación siempre ha sido la conexión con Gallur. No será una "autovía" como tal y, al parecer, la carretera mantendrá la denominación A-127.

## Tramos
| Denominación | Tramo                         | Estado (2025)                                                                                               | Longitud (km) |
| ------------ | ----------------------------- | --- | ------------- |
|              | Gallur-Tauste                 | Proyecto de trazado terminado (sometida a información pública) (pendiente licitación proyecto constructivo) | 15            |
|              | Tauste-Ejea de los Caballeros | Inicio de obras (apertura prevista a 2027 o 2028)                                                           | 23,5          |

## Motivación
Los primeros estudios de esta vía rápida datan de 2005. La necesidad de construir esta infraestructura radicaba en que en la extensa comarca de las Cinco Villas no existía ni un solo kilómetro de vías de alta capacidad ni de carreteras nacionales, así que esta infraestructura nacía con el objetivo de conectar Ejea de los Caballeros (capital de las Cinco Villas) con la red viaria nacional de alta capacidad, permitiendo de esta forma su desarrollo económico. El terreno que atraviesa es prácticamente llano, lo que unido al empleo de la calzada ya existente favorecía el bajo coste de las obras.